# Gare de Culembourg
La gare de Culembourg (en néerlandais station Culemborg) est une gare ferroviaire néerlandaise située à Culembourg, dans la province de Gueldre.
Elle est mise en service en 1868, c'est une gare des Nederlandse Spoorwegen desservie par des trains voyageurs.

## Situation ferroviaire
La gare est située sur la ligne Utrecht-Boxtel, reliant le centre du pays au sud (vers Eindhoven et Maastricht.

## Histoire
La gare a été ouverte le 1er novembre 1868 et est toujours en service.

## Service des voyageurs

### Desserte
Les trains s'arrêtant à la gare de Culembourg font partie du service assuré par les Nederlandse Spoorwegen reliant Utrecht à Tiel et à Bréda.